# Heinrich Papen
Heinrich Papen (* 1644 oder 1645 in Giershagen; † 12. Dezember 1719) (teilw. auch Pape) war ein Bildschnitzer und Bildhauer des Barock. Als Leiter der Werkstatt Papen folgte ihm sein Sohn Christoph(el) Papen (1678–1735).

## Leben
Die Familie stammte aus einer Bergmannsfamilie. Einige ihrer Mitglieder waren ursprünglich Steiger und Gewerken. Verheiratet war er mit einer Gertrud Kramer, die 1714 verstarb. Der Sohn Christoffel/Christoph wurde 1678 geboren. Aus der Ehe stammten noch zwei weitere Söhne und drei Töchter. Das Haus, das lange noch als „untesten Bildhauers“ (sic!) genannt wurde, hat das Ehepaar nach einer Inschrift 1678 erbauen. Es handelte sich um ein großes Fachwerkhaus, das mit geschnitzten Weintrauben und Ranken verziert war. Dort gab es im Obergeschoss einen großen Arbeitsraum und man hat Reste der Bildhauerwerkstatt gefunden.
Sein eigentlicher beruflicher und künstlerischer Werdegang ist trotz intensiver Forschungen nur wenig bekannt. Besser bekannt ist das Werk. Christian Daniel Rauch, der auf dem Weg nach Arolsen durch Giershagen kam, bezeichnete gegenüber den Behörden in Berlin ein Heiligenbild in einem Bildstock bei Giershagen als Kunstwerk ersten Ranges. Daraufhin wurde das Bild von den Behörden durch ein Gitter geschützt. Neuere Forschungen ergaben, dass Papen nicht wie früher angenommen von Dietrich Gröninger, sondern eher von den bei der Barockisierung des Paderborner Doms wirkenden Antwerpener Brüdern Willemssen beeinflusst wurde.
Es existieren einige neu archivalisch aufgefundene Belege für bislang unklare Arbeiten. Viele Werke lassen sich aber noch immer nur durch Stilvergleich der Werkstatt Papen zuordnen. Insgesamt lassen sich so 150 Objekte in 50 Orten nachweisen. Die Werkstatt war vor allem tätig im Ostsauerland, im Hochstift Paderborn, im Herrschaftsgebiet des Klosters Corvey, im Fürstentum Waldeck und im nordhessischen Raum bis nach Fritzlar. Der Sohn Christoph hat zusammen mit seinem Vater die Werkstatt geleitet und diese nach dem Tod von Heinrich Papen fortgeführt. Er hat sich künstlerisch über das väterliche Vorbild fortentwickelt.
Wie seine Vorfahren war er auch selbst im Bergbau im Bergbau aktiv. Er war zusammen dem Freiherren von Canstein gleichberechtigter Gewerke einer Schachtanlage bei Giershagen. Diese Nähe zum Bergbau spiegelt sich in einem von ihm um 1700 geschaffenen Bildstock in Giershagen mit einer bergbaulichen Inschrift. „Dieses haben sämpliche Gewerken der Grube, auch Reidemeister wie auch sämplige Bergleuthe undt einige Arbeiter erbauen lassen in die Ehre Gottes.“

## Werk (Auswahl)
- 1670 Hochaltar für die Kirche in Padberg, im Neubau übernommen
- 1674 marmornes Grabmal für Josias II. in der Kirche in Wildungen (Honorar: 1900 Taler)[5]
- 1680 Doppelmadonna, heute in der Wewelsburg[6]
- 1681 Bildstock in Messinghausen mit einer Pieta
- 1681 Hochaltar aus Stein für die Pfarrkirche in Madfeld
- 1682 Hochaltar der Kirche des Klosters Gehrden auf Bestellung von Fürstbischof Ferdinand von Fürstenberg und wahrscheinlich nach dem Entwurf von Johann Georg Rudolphi[7]
- 1689 Monumentaler Altar im Kloster Dalheim[8]
- 1690 Altar aus Kalkstein, lokalem Alabaster und Marmor für die Kluskapelle in Giershagen
- 1694 Dreifaltigkeitsaltar für eine Kapelle in Rimberg
- 1695 steinernes Grabmal für Georg Friedrich Fürst zu Waldeck nach Entwurf eines örtlichen Silberschmieds in der protestantischen Kirche St. Nikolai in Korbach (Honorar: 2000 Taler)[9]
- 1707–1717 Gesamtausstattung der Stiftskirche St. Peter und Paul in Obermarsberg mit Orgelprospekt,  Kanzel, Chorgestühl, drei Altären, Kirchenbänke, Beichtstühle und Figuren
- Reliquienschrein für die Benediktinerabtei in Fritzlar
- Statuen an der Decke der Kanzel der Minoritenkirche Fritzlar[10]

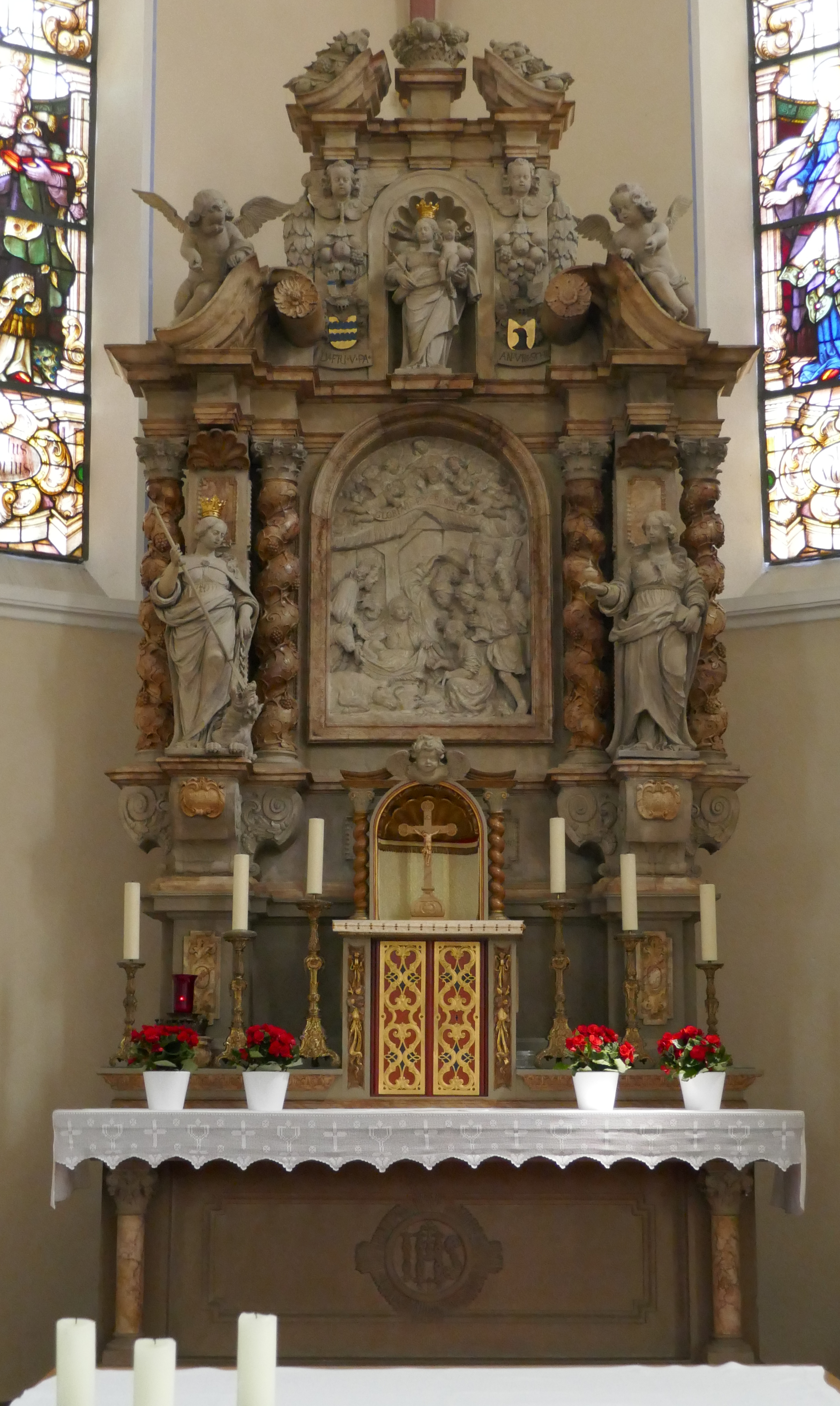
Hochaltar der Kirche in Padberg
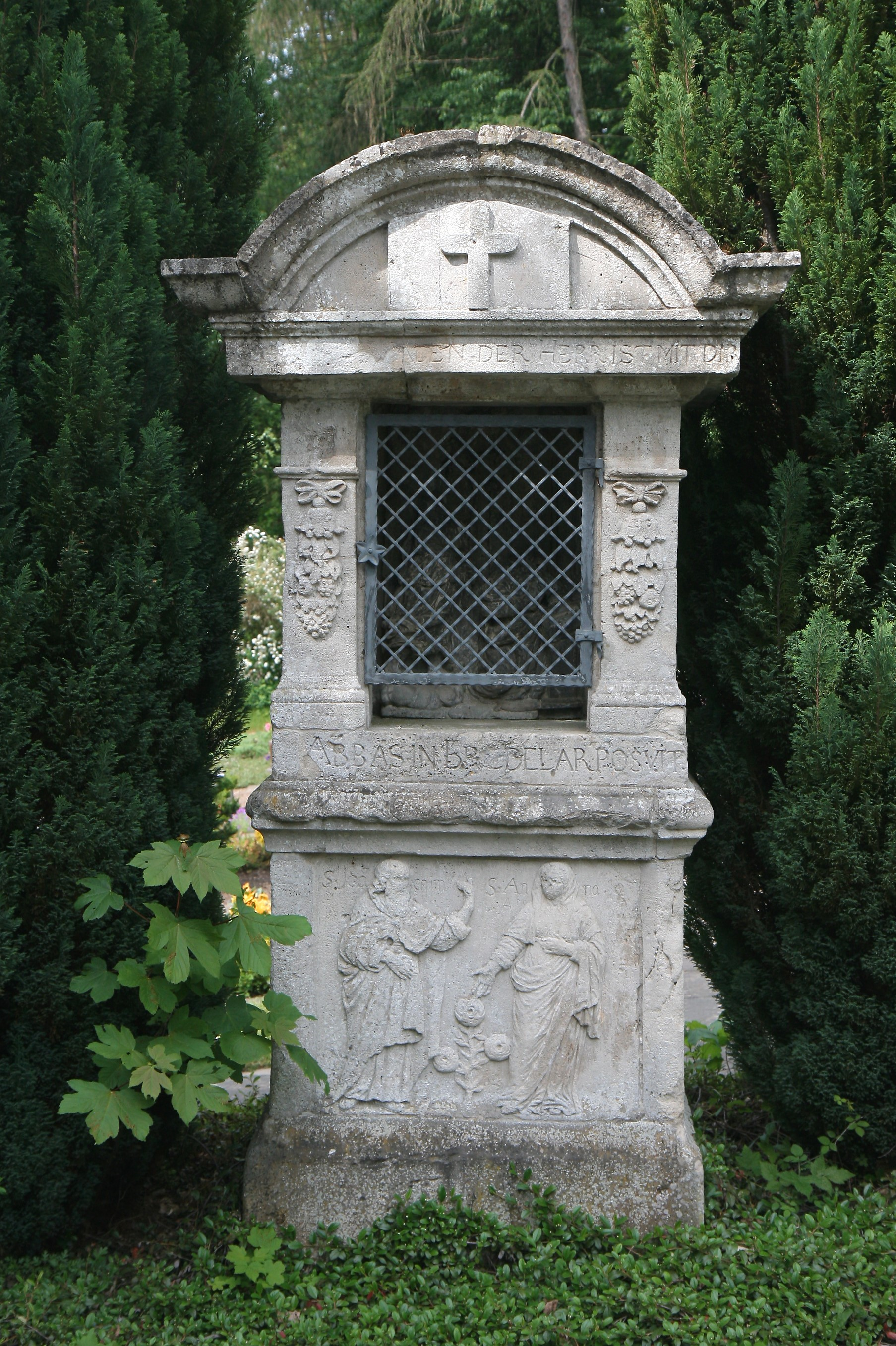
Von Heinrich Papen gefertigter Bildstock auf dem Friedhof der Kluskapelle (Giershagen)
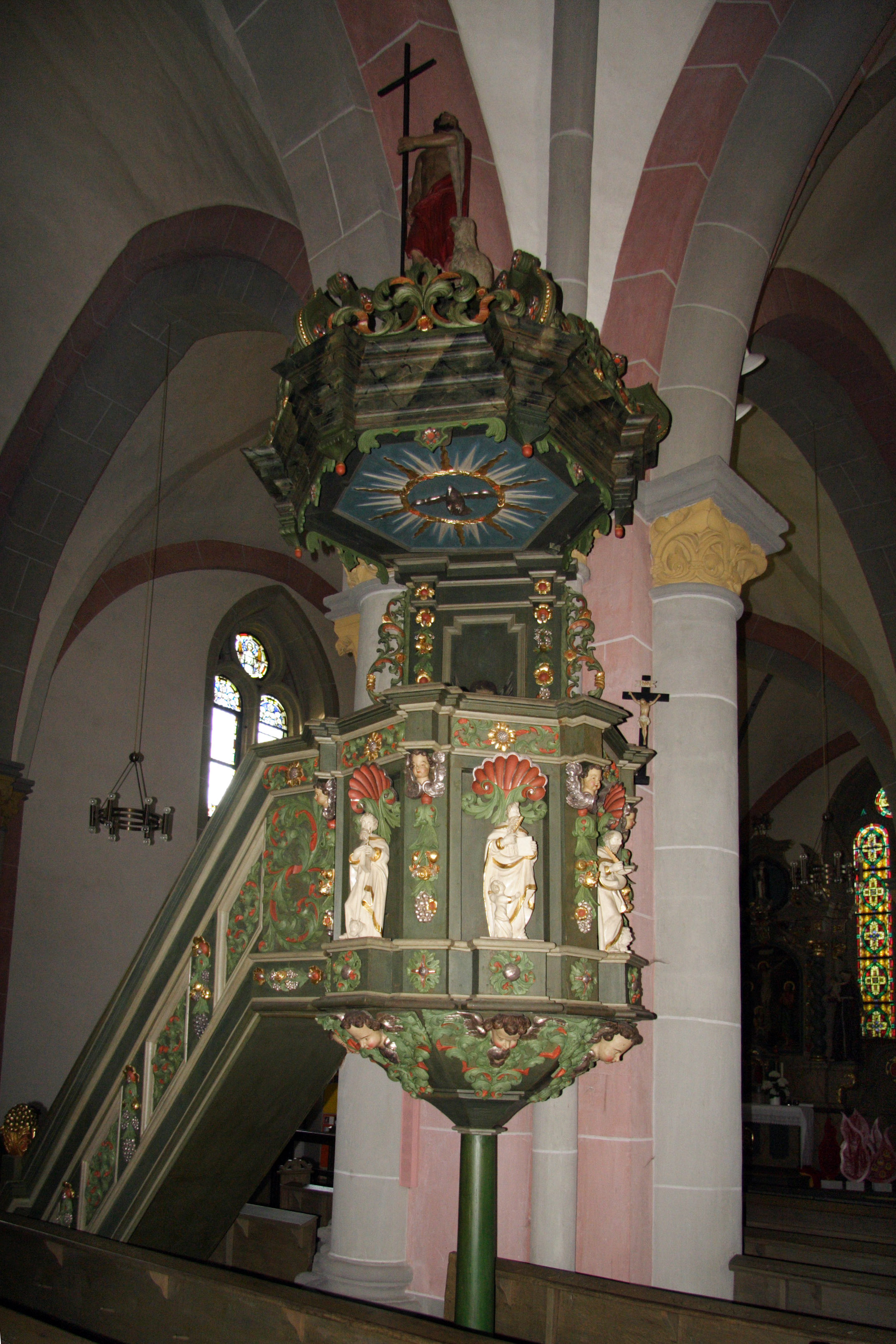
Kanzel der Stiftskirche in Obermarsberg
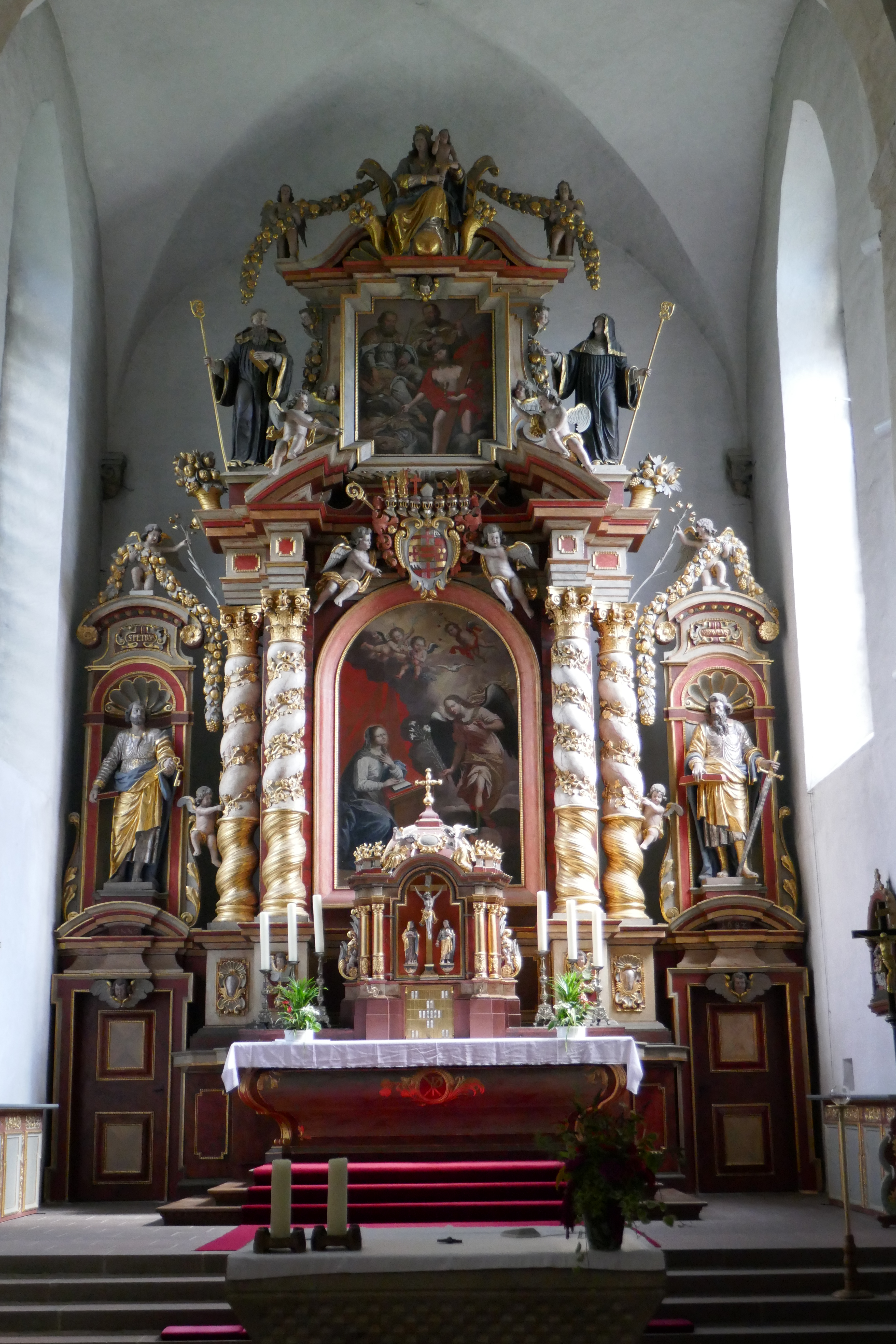
Hochaltar der Kirche in Gehrden
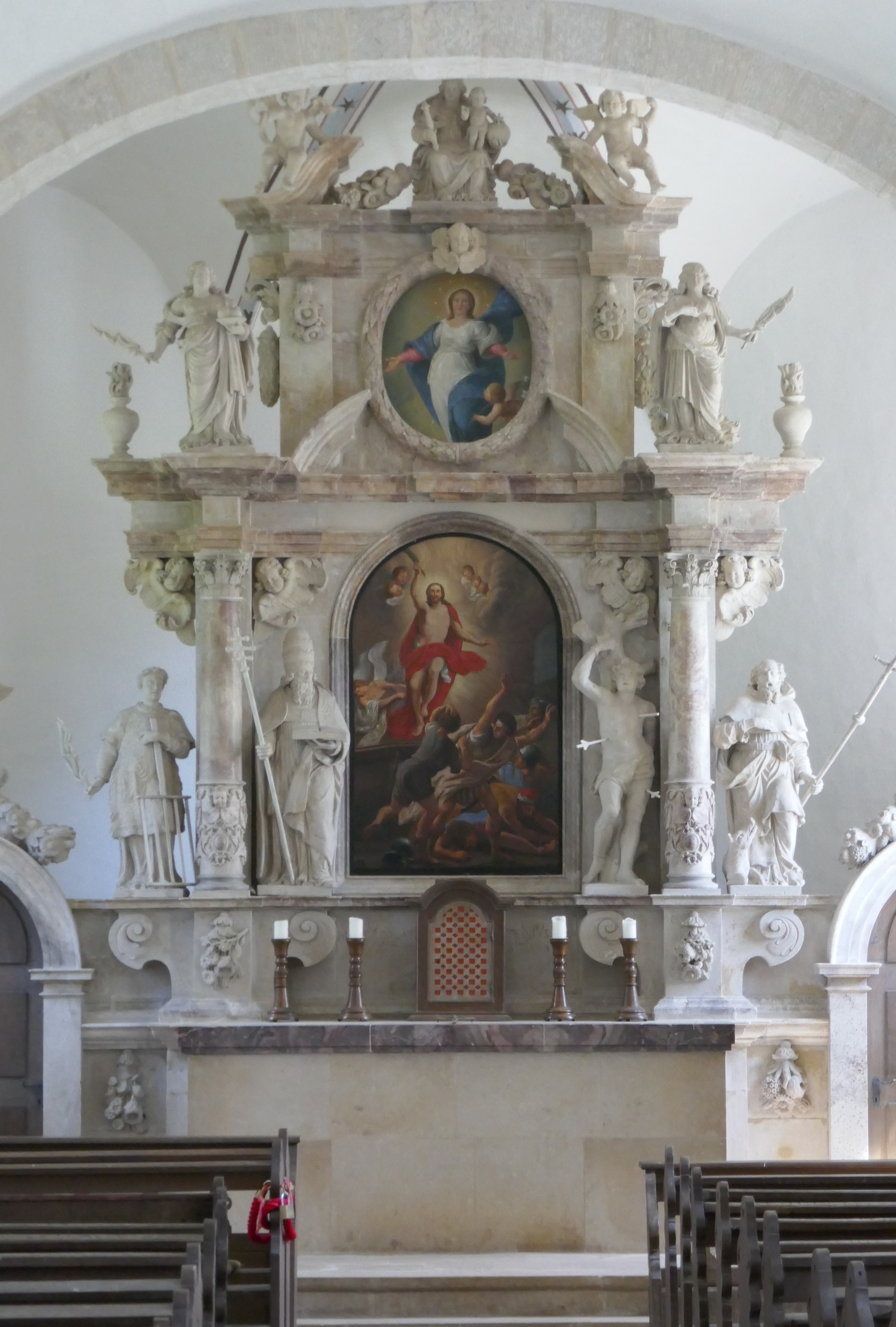
Altar der Kluskapelle in Giershagen
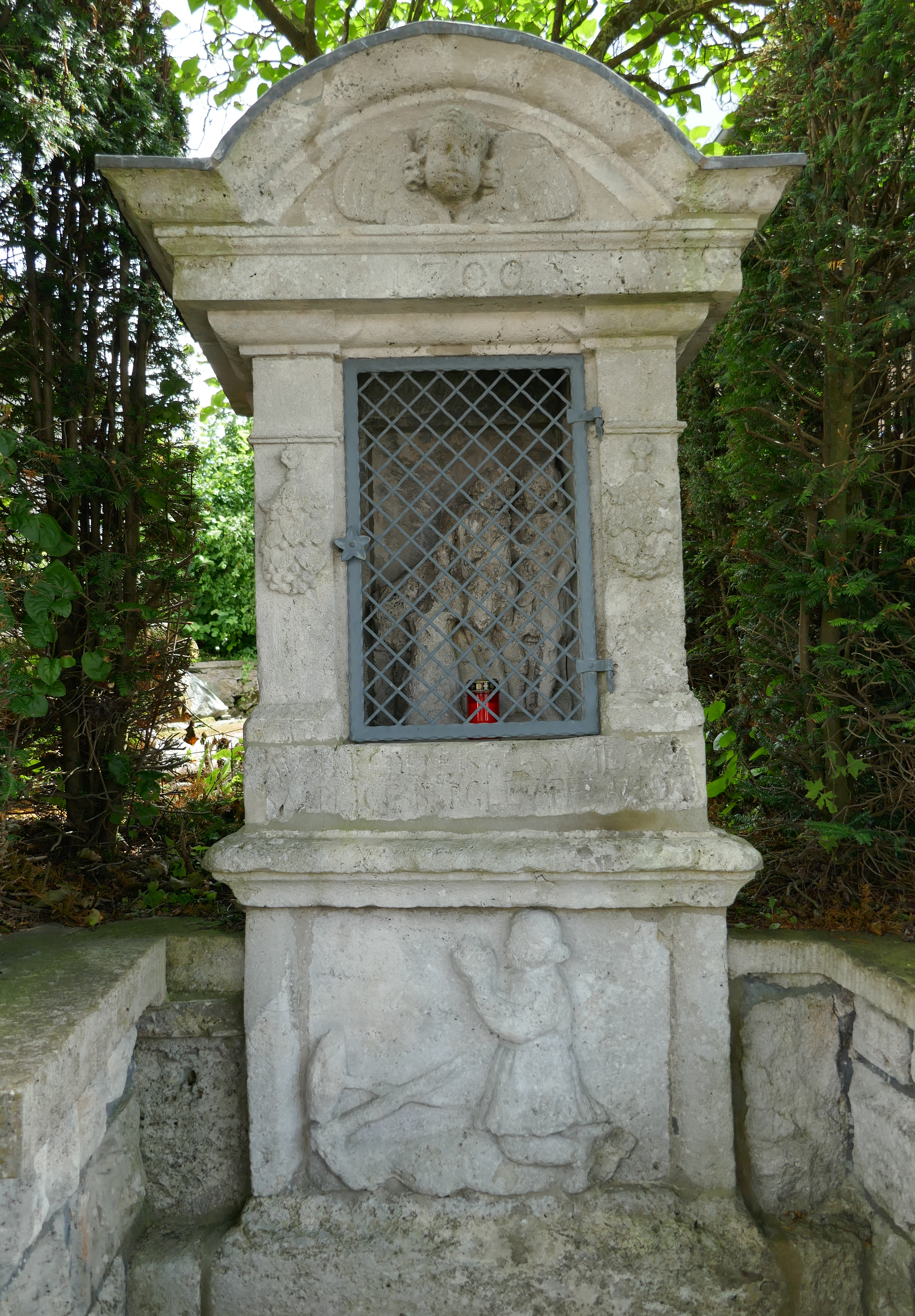
Bildstock mit Bergmannsmotiv in Giershagen

## Nachleben
In Giershagen existiert ein Denkmal zur Erinnerung an die Bildhauerfamilie. Auch die Hauptstraße ist dort nach ihr benannt. In Marsberg existiert eine Papengesellschaft.